# Тимофеев, Владимир Петрович (тренер)
Владимир Петрович Тимофеев (род. 6 февраля 1970, Чагаси, Чувашская АССР) — российский легкоатлет и тренер, заслуженный тренер России, мастер спорта России по легкой атлетике.

## Биография
Заниматься спортом начал в Канаше, воспитанник канашской районной дютско-юношеской спортивной школы имени Г. Н. Смирнова, чемпион Чувашии в беше на 800 метров. В 1991 году окончил Чувашский государственный педагогический институт, после чего переехал в Тольятти.
Занимался в группе Владимира Матрина. Неоднократно становился победителем первенства России среди юношей и юниоров по лёгкой атлетике. В 1992 году выполнил норматив мастера спорта на чемпионате России на дистанции 800 м.
В 1996 году стал бронзовым призёром чемпионата России по эстафетному бегу.
С 1996 года работал тренером на общественных началах. С июня 1999 года работал тренером в школе высшего спортивного мастерства Тольятти, а с января 2002 года — в школе высшего спортивного мастерства № 1 Самарской области. В 2010 году перешёл на работу в СДЮСШОР № 3 «Легкая атлетика» городского округа Тольятти. Являлся тренером сборной России по легкой атлетике.
В 2006 году Владимир Тимофеев вошёл в списки десяти лучших тренеров России.

## Воспитанники
- Ирина Тимофеева — член Олимпийской сборной России на Олимпиаде 2008 в Пекине. Заслуженный мастер спорта России[2];
- Инга Абитова — заслуженный мастер спорта России[2];
- Наиля Юламанова — заслуженный мастер спорта России[2];
- Гульнара Выговская — мастер спорта России международного класса по легкой атлетике[2];
- Надежда Леонтьева — мастер спорта России международного класса по легкой атлетике[2];
- Галина Егорова (Сайкина) — мастер спорта России международного класса по легкой атлетике[2];
- Марина Новикова (Иванова) — мастер спорта России международного класса по легкой атлетике[2];
- Надежда Лещинская — мастер спорта России по лёгкой атлетике[2].
- Васильева, Юлия Ивановна - мастер спорта России международного класса

## Семья
Супруга, Ирина Тимофеева — заслуженный мастер спорта России, многократная чемпионка России по бегу на шоссе, по кроссу, по полумарафону и марафону. Сын Алексей (1993 г.р.) — бронзовый призёр первенства среди школьников России в беге на 1500 м, победитель первенства Приволжского федерального округа на 5000 м, финалист спартакиады молодежи 2014 года на 5000 м. Невестка Светлана Тимофеева (1990 г.р.) — мастер спорта России по легкой атлетике, неоднократный призёр России в горном беге.